# Traitors Gate
Traitors Gate est un jeu vidéo d'aventure en pointer-et-cliquer développé par Daydream Software et édité par The Adventure Company, sorti en 1999 sur Windows et Mac.
Il a pour suite Traitors Gate 2: Cypher.

## Accueil
- Adventure Gamers : 4,5/5[1]
- GameSpot : 7,8/10[2]
- PC Gamer UK : 28 %[3]